# Ворошилово (Башкортостан)
Ворошилово (вариант названия Ново-Берёзовка, баш. Ворошилов) — деревня в Давлекановском районе Республики Башкортостан Российской Федерации. Входит в состав Алгинского сельсовета.

## География

### Географическое положение
Расстояние до:
- районного центра (Давлеканово): 25 км,
- центра сельсовета (Алга): 5 км,
- ближайшей ж/д станции (Давлеканово): 25 км.

## Население
| 2002 | 2009 | 2010 |
| ---- | ---- | ---- |
| 51   | ↘27  | ↗34  |

Национальный состав
Согласно переписи 2002 года, преобладающей национальностью являлись немцы (61 %).